# 알비토
알비토(이탈리아어: Alvito)는 이탈리아 라치오주 프로시노네도에 위치한 코무네다. 가장 오래된 이탈리아 성이 있는 곳 중 하나다.

## 자매 도시
- 포르투갈 알비투